# بنو عامر ربيعة
بنو عامر بن الحارث هي قبيلة عربية متواجدة في الأحساء والعراق ويبلغ عددها زهاء 400.000[بحاجة لمصدر]، ونسبهم هو بني عامر بن الحارث بن أنمار بن وديعة بن لكيز بن افصى بن عبد القيس، وتنتشر في الأحساء والعراق، وهي المقابل التقليدي لفخذ بني محارب التي ينتمي إليها معظم سكان القطيف.
يقول ابن المقرب العيوني:

## بطون بني عامر بن الحارث
بنو عيذ:
- بنو عيذ مُرة بن عامر بن الحارث بن أنمار بن عمرو بن وديعة بن لكيز بن أفصى. الأسرة العيونية.

بنو عقيل (عقيلة):
وقد اختلط على بعض النسابة قديما نسب بعض الأسر من بني عقيل من آل عامر بن الحارث فتوهموا كونهم من عامر صعصعة، يقول ابن فضل الله العمري: (عُقَيل: وهم من آل عامر، قال الحمداني: وهم غير عامر المنتفق وغير عامر بن صعصعة، قال: ومنهم القديمات والنعائم وقبات وقيس ودنفل وحرثان وبنو مطرق، وذكر أنهم وفدوا في الأيام الظاهرية صحبة مقدمهم محمد بن أحمد بن العقدي بن سنان بن عُقيلة بن شبانة بن قديمة بن نباته بن عامر ... وكانت الإمرة فيهم في أولاد مانع إلى بقية أمراء فيهم وكبراء لهم، ودارهم الإحساء والقطيف وملج وأنطاع والقرعاء واللهابة وجودة ومتالع).
- آل الجحاف (وفيهم الرئاسة مع آل شبانة)، وهم آل الجحاف بن عقيلة بن شبانة بن قديمة بن شبانة بن عامر بن الحارث.
- آل شبانة (وفيهم الرئاسة مع آل الجحاف).
- بنو قديم (القديمات) ومنهم آل عصفور، والعصفوريين هم آل عصفور بن راشد بن عميره بن سنان بن عقيلة بن شبانة بن قديمة بن شبانة بن عامر بن الحارث.
- قيس وهم أبناء قيس بن عميرة بن سنان بن عقيلة.

## الأُسر
منها الملالحة وهي قبيلة تسكن شمال الجزيرة العربية والأردن وفلسطين وسيناء ومن أهم العائلات حاد الله وأبو شعلة منهم سليمان أبو شعلة قاضي يافا والكثير من العائلات التي تسكن اليوم في فلسطين في مرج بني عامر.